# كولين ديفيارد
كولين ديفيارد (بالفرنسية: Coline Devillard)‏ لاعبة جمباز فني فرنسية ولدت في يوم 9 أكتوبر 2000 في بلدة سان فالييه. أبرز إنجازاتها هو فوزها بالميدالية الذهبية في بطولة أوروبا للجمباز الفني 2017 في كلوج وبميداليتين فضيتين في 2018 و2019.